# 吉村洋子
吉村 洋子（よしむら ようこ、1971年5月29日 - ）は、元中部日本放送 (CBC) のアナウンサー。宮崎県えびの市出身。
東京女子大学卒業後、1994年にCBCに入社。同期に大石邦彦、中橋かおり、日角真、相羽装子がいる。在籍期間中に結婚と妊娠の経験あり。
2016年現在、埼玉のFMラジオ放送NACK5のショッピングキャスター等で出演。

## アナウンサー時代の担当番組

### テレビ番組
- サンデードラゴンズ
- CBCニュースワイド
- CBC土曜ニュースワイド

### ラジオ番組
- easyM
- 歌のない歌謡曲
- 0時半です松坂屋ですカトレヤミュージックです